# جنیفر موئوز (بازیکن فوتبال)
جنیفر موئوز (انگلیسی: Jennifer Muñoz؛ زادهٔ ۳۱ دسامبر ۱۹۹۳) بازیکن فوتبال اهل مکزیک است.
وی همچنین در تیم ملی فوتبال Guatemala بازی کرده‌است.